# Elias (football, 1985)
Pour les articles homonymes, voir Elias.
Elias Mendes Trindade, plus connu sous le nom de Elias, est un footballeur international brésilien né le 16 mai 1985 à São Paulo, au Brésil. Il joue au poste de milieu de terrain.

## Biographie

### Club
Elias commence sa carrière en 1997 avec Palmeiras. Il passe huit années au centre de formation, mais il ne joue jamais en équipe première. Après avoir quitté le club alviverde en 2005, il rejoint le Náutico, club de la ville de Recife. Mais Elias joue peu et ne perçoit pas de salaire dans ce club[réf. nécessaire], qu'il finit donc par quitter en 2006.
De retour dans sa ville natale de São Paulo, où aucun club professionnel ne le connaît, il se retrouve sans emploi et en état de profonde dépression. Avec l'aide d'amis, il recommence à jouer dans deux clubs amateurs du Nord de São Paulo, d'abord aux Leões da Geolândia, dans le quartier de Vila Medeiros, où il dispute la Copa Kaiser, puis à Lagoinha, dans le quartier de Vila Maria.
Les bonnes relations de ses amis avec des agents permettent à Elias d'avoir un essai concluant avec São Bento, entraîné en 2007 par l'ex-joueur des Corinthians, Freddy Rincón, pour disputer le Championnat de São Paulo. Pour le relancer, l'entraîneur colombien transforme l'ancien attaquant Elias en milieu de terrain.
Elias quitte ensuite le club basé à Sorocaba pour aller au CA Juventus, club du quartier de Mooca à São Paulo, avec lequel il remporte la Coupe FPF (Federação Paulista de Futebol) en 2007. Les bonnes performances du milieu de terrain avec ce club le font signer avec Ponte Preta au début de 2008. Il s'impose rapidement comme un élément important du club de Campinas. Il est notamment le tireur habituel de coups francs. Avec les alvinegra, il réussit à atteindre la place de vice-champion 2008 du Championnat de São Paulo.
Par la suite, il est transféré aux Corinthians au début du Championnat du Brésil de Série B 2008, ce club venant alors d'être relégué. En 2009, Elias reste avec le club qui est remonté en première division brésilienne, en remportant la Série B. Depuis ce temps, il s'est imposé comme un joueur clé de l'équipe grâce à sa puissance et son jeu porté vers l'avant. Son coéquipier, Ronaldo, le considère même comme un des meilleurs joueurs du Championnat de São Paulo, qu'il a remporté en 2009, tout comme la Coupe du Brésil.
Le 6 décembre 2010, il est officiellement transféré pour quatre saisons à partir de janvier 2011 à l'Atlético de Madrid, pour un somme de 9 millions d'euros.
Le 29 août 2011, il est officiellement transféré pour cinq saisons au Sporting Portugal pour 8,5 millions d'euros, ce qui en fait le joueur le plus cher de l'histoire du club. Il prend le n°77, et marque son premier but sous ses nouvelles couleurs dès son premier match, sur la pelouse de Paços Ferreira le 10 septembre 2011 (victoire 3 à 2 du Sporting après avoir été mené de deux buts). Malheureusement pour lui, deux matchs de qualifications de la Ligue Europa disputés avec l'Atlético Madrid au mois d'août l'empêchent de prendre part à la fabuleuse campagne européenne du Sporting qui termine demi-finaliste de la C3.
Le 9 avril 2012, il marque les esprits en livrant un match énorme dans le sulfureux Derby de Lisbonne contre Benfica (victoire 1 à 0 du Sporting). Il est d'ailleurs élu homme du match par tous les quotidiens sportifs portugais.
En janvier 2013, après une première partie de saison non convaincante à Lisbonne, il est prêté à Flamengo.
En avril 2014, il retourne à son ancien club des Corinthians.
On 31 August 2016, Primeira Liga side Sporting CP announced that they have reached an agreement with Corinthians for the transfer of Elias. He signed a two-year contract, with a buyout clause of €60 million.
En août 2016, il signe un contrat de deux ans avec le Sporting. 
Elias signe le 27 janvier 2017 à l'Atlético Mineiro.

### Sélection
Elias fait ses débuts avec l'équipe nationale du Brésil le 7 octobre 2010 lors d'un match amical face à l'Iran au Stade Sheikh Zayed, à Abu Dhabi (victoire brésilienne 3-0). Le sélectionneur Mano Menezes, qui l'avait déjà fait venir lorsqu'il était entraîneur des Corinthians, le fait entrer en jeu au début de la seconde mi-temps, en remplacement de Philippe Coutinho, lui aussi sélectionné pour la première fois.

## Statistiques
| Saison          | Club        | Pays     | Championnat | Championnat | Championnat | Coupes nationales | Coupes nationales | Coupe d'Europe | Coupe d'Europe | Coupe d'Europe | Total  | Total |
| Saison          | Club        | Pays     | Division    | Matchs      | Buts        | Matchs            | Buts              | Type           | Matchs         | Buts           | Matchs | Buts  |
| --------------- | ----------- | -------- | ----------- | ----------- | ----------- | ----------------- | ----------------- | -------------- | -------------- | -------------- | ------ | ----- |
| 2011 - 2012     | Sporting CP | Portugal | Liga        | 25          | 2           | 8                 | 1                 | -              | -              | -              | 33     | 3     |
| 2012 - jan.2013 | Sporting CP | Portugal | Liga        | 9           | 0           | 2                 | 0                 | C3             | 5              | 1              | 16     | 1     |

Dernière mise à jour le 13 janvier 2013.

## Palmarès

### En club
- CA Juventus
  - Coupe FPF (1) : 2007

- Corinthians
  - Championnat du Brésil de Série B (1): 2008
  - Championnat de São Paulo (1): 2009
  - Coupe du Brésil (1): 2009
  - Championnat du Brésil (1) : 2015

- Atlético Mineiro
  - Championnat du Minas Gerais (1): 2017.

### Distinctions individuelles
- Ballon d'argent brésilien à son poste en 2013